# Mięsień skośny wewnętrzny brzucha

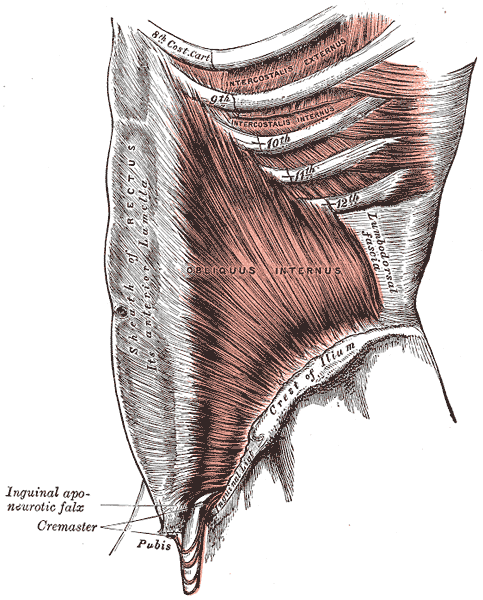
Mięsień skośny wewnętrzny brzucha podpisany obliquus internus.

Mięsień skośny wewnętrzny brzucha (łac. musculus obliquus internus abdominis) – w anatomii człowieka czworokątny, płaski mięsień należący do grupy bocznych i przednich mięśni brzucha. Położony jest pod mięśniem skośnym zewnętrznym brzucha, od którego jest mniejszy i cieńszy. Jego przyczepy początkowe to powięź piersiowo-lędźwiowa, kresa pośrednia grzebienia kości biodrowej i boczne 2/3 więzadła pachwinowego. Włókna mięśniowe rozchodzą się wachlarzowato w kierunku przyśrodkowym; najwyższe biegną ku górze, niżej położone włókna biegną coraz bardziej poziomo, a najniższe schodzą w dół. Część górnych włókien przyczepia się do dolnych brzegów żeber VIII–XII. Pozostałe przechodzą w szerokie i płaskie rozcięgno, razem z rozcięgnami mięśnia skośnego zewnętrznego brzucha i poprzecznego brzucha tworząc pochewkę mięśnia prostego brzucha. Rozcięgno to w górnych 2/3 rozdziela się na dwie blaszki, obejmujące mięsień prosty brzucha od przodu i tyłu, a dolna 1/3, nierozdzielona, przebiega z przodu od niego i od mięśnia piramidowego. Rozcięgno łączy się z rozcięgnem strony przeciwnej w linii pośrodkowej brzucha, współtworząc tu kresę białą.
Od dolnego brzegu mięśnia skośnego wewnętrznego brzucha odchodzą włókna, które razem z podobnymi włóknami mięśnia poprzecznego brzucha tworzą u mężczyzn mięsień dźwigacz jądra. U kobiet włókna te kierują się do więzadła obłego macicy.
Mięsień skośny wewnętrzny brzucha unaczyniony jest przez tętnicę nabrzuszną dolną, tętnicę okalającą biodro głęboką i dolne tętnice międzyżebrowe, a unerwiony przez nerwy międzyżebrowe VII–XII, nerw biodrowo-podbrzuszny (Th12, L1) i nerw biodrowo-pachwinowy (L1).
Mięsień ten działając jednostronnie obraca i zgina tułów w tę samą stronę, działając obustronnie zgina tułów do przodu (będąc mięśniem wydechowym), współdziała z mięśniem skośnym zewnętrznym tej samej strony powodując boczne zgięcie tułowia. Współdziała także z pozostałymi mięśniami brzucha, przeponą i mięśniami dna miednicy w wytwarzaniu tłoczni brzusznej (prelum abdominis), pomagającej przy wydalaniu moczu, oddawaniu stolca i porodzie.